# 無間道風雲
《無間道風雲》（英語：The Departed）是美國電影導演馬丁·史柯西斯執導的2006年美國犯罪電影。本片改編自劉偉強跟麥兆輝聯合執導的2002年香港電影《無間道》。主演是李奧納多·狄卡皮歐、麥特·戴蒙、傑克·尼克遜和馬克·華伯格，配角有馬丁·辛、雷·溫斯頓、薇拉·法蜜嘉、安東尼·安德森和亞歷·鮑德溫。
本片故事發生在波士頓。科林·蘇利文（麥·迪文 飾演）為愛爾蘭幫的老大法蘭西斯·「法蘭克」·卡斯特羅（積·尼高遜 飾演）安插在麻省州警察局中的內奸。這兩個角色是根據黑幫白毛·巴爾傑和與巴爾傑一起長大的腐敗聯邦調查局（FBI）探員約翰·康諾利這兩個真實名人而進行部分改編。同時，警方指派警察臥底威廉·「比利」·寇提根（里安納度·狄卡比奥 飾演）潛入卡斯特羅的幫會成為幫會人員。當雙方意識到各自有人在己方作為內應時，蘇利文和寇提根都試圖在他們的偽裝洩露前查明對方的身份。
本片在評價和商業上都很成功，而且获得第79屆奥斯卡金像獎的最佳影片、最佳導演、最佳改編劇本和最佳剪輯的四項大獎，而華伯格被提名最佳男配角。

## 劇情
在美國麻省南波士頓，警員比利·寇提根（Costigan，里安納度·狄卡比奥飾）被指派往一愛爾蘭黑幫充當臥底，搜集情報，並獲得黑幫老大法蘭克·卡斯塔洛（杰克·尼科尔森飾）的信任。與此同時，黑幫成員柯林·蘇利文（Sullivan，麥·迪文飾）也加入當地警隊進行滲透，並獲晉升為特別調查組。兩名臥底終日擁有雙重身分，在警方的一次行動中，因為雙方均有對方派駐的臥底，使警方無足夠證據起訴黑幫成員，而黑幫也無法獲得利益，使雙方均得悉有內奸存在。
在電影結局裡，寇提根的命運和《無間道》中的陳永仁一樣被殺，但黑幫臥底蘇利文則和《無間道》中的劉健明不同，除了警长奎南（Queenan，飾）外，队长迪格南（Dignam，馬克·華伯格飾）也知道寇提根的真正身分，在寇提根死後，迪格南離開警隊，私底下把蘇利文殺死。

## 演員
| 演員              | 角色                              | 粵語配音 | 《無間道》對應角色             | 《無間道》對應演員   |
| ----------------- | --------------------------------- | -------- | ------------------------------ | -------------------- |
| 里安納度·狄卡比奥 | 比利·寇提根（Billy Costigan）     | 陳廷軒   | 陳永仁                         | 梁朝偉               |
| 麥·迪文           | 科林·蘇利文（Colin Sullivan）     | 翟耀輝   | 劉健明                         | 劉德華               |
| 杰克·尼科尔森     | 法蘭克·卡斯特羅（Frank Costello） | 張炳強   | 韓琛                           | 曾志偉               |
| 馬克·華伯格       | 迪格南（Dignam）                  | 李錦綸   | 葉Sir、張sir及楊錦榮之綜合角色 | 許金峰、吳廷燁及黎明 |
|                   | 奎南（Queenan）                   | 譚炳文   | 黃志誠                         | 黃秋生               |
| 雷·溫斯頓         | 法蘭奇先生                        | 陳永信   |                                |                      |
| 薇拉·法蜜嘉       | 蔓德琳                            | 曾佩儀   | 李心兒及Mary之綜合角色         | 陳慧琳及鄭秀文       |
| 安東尼·安德森     | 布朗                              | 陳卓智   |                                |                      |
| 亞歷·鮑德溫       | 艾伯利                            | 招世亮   | 總警司 梁sir                   | 尹志強               |
| 詹姆斯·拜芝·戴爾  | 巴林根                            | 劉昭文   | 林國平（大B）                  | 林家棟               |
| 勞勃·華伯格       | 拉齊歐（FBI人員）                 | 林保全   |                                |                      |
| 大衛·歐哈拉       | 菲茲                              | 陳欣     |                                |                      |
| 馬克·羅斯頓       | 德拉杭特                          | 盧國權   | 徐偉強（傻強）                 | 杜汶澤               |

## 原作

### 無間道
《無間道》是香港一系列描述黑社會及警察之間鬥智的寫實電影，由劉偉強跟麥兆輝共同執導。

### 翻拍源由
2003年美國明星畢·彼特的製片公司「B計劃娛樂」（Plan B Entertainment）買下《無間道》的翻拍權，2005年正式由美國導演馬田·史高西斯著手翻拍，由里安納度·狄卡比奥（Leonardo DiCaprio）跟麥·迪文（Matt Damon）主演，2006年10月6日美國、英國、台灣、香港同一天作全世界商業首映。

## 反響

### 專業評價
《神鬼無間》獲得了眾多媒體以及影評人的好評。在爛番茄上根據284條影評（257條好評，27條差評），新鮮度90%，平均分數8.3/10。 該網站影評的共識是：“《神鬼無間》以優秀演員們的傑出表現為特色，是一部完全引人入勝的黑幫片，具有我們對馬丁·史柯西斯所期望的堅韌不拔的真實性和濃厚的道德感。” 在Metacritic上根據39條評論（36條好評，3篇褒貶不一），獲得加權平均分數85分（滿分100分），代表“普遍好評”。CinemaScore調查顯示受訪觀眾在A+至F的評分區間給予本片“A-”的分數。
《無間道風雲》在北美頒獎季囊括多項大獎，包括奧斯卡金像獎、金球獎、英國電影和電視藝術學院等大獎項。2021年12月6日，美國編劇工會公布由工會成員投票選出21世紀迄今（2001-2021）的101部優秀電影劇本，《神鬼無間》榮列第30位。種種數據顯示出該片在北美叫好的程度。

### 票房
《神鬼無間》在美國和加拿大的總票房收獲1.32億美元，在海外地區收獲1.59億美元，全球票房收獲2.91億美元。
本片在北美首週票房收獲2690萬美元，成為史柯西斯第四部首週票房冠軍的電影。在接下來的三週內，票房收獲分別為1900萬美元、1350萬美元、980萬美元，票房上排名皆為第二，在第五週跌至第五位，票房收獲770萬美元。

## 獎項
| 獎項和提名         | 獎項和提名           | 獎項和提名        | 獎項和提名 |
| 獎項               | 類別                 | 提名人或得獎人    | 結果       |
| ------------------ | -------------------- | ----------------- | ---------- |
| 第79屆奧斯卡金像獎 | 最佳影片             | 《神鬼無間》      | 獲獎       |
| 第79屆奧斯卡金像獎 | 最佳導演             | 馬丁·史柯西斯     | 獲獎       |
| 第79屆奧斯卡金像獎 | 最佳男配角           | 馬克·華柏格       | 提名       |
| 第79屆奧斯卡金像獎 | 最佳改編劇本         | 威廉·莫納罕       | 獲獎       |
| 第79屆奧斯卡金像獎 | 最佳剪輯             | 塞爾瑪·斯昆梅克   | 獲獎       |
| 第64屆金球獎       | 最佳戲劇類影片       | 《神鬼無間》      | 提名       |
| 第64屆金球獎       | 最佳導演             | 馬丁·史柯西斯     | 獲獎       |
| 第64屆金球獎       | 最佳戲劇類電影男主角 | 李奧納多·狄卡皮歐 | 提名       |
| 第64屆金球獎       | 最佳男配角           | 傑克·尼克遜       | 提名       |
| 第64屆金球獎       | 最佳男配角           | 馬克·華柏格       | 提名       |
| 第64屆金球獎       | 最佳劇本             | 威廉·莫納罕       | 提名       |

## 已取消的續集
雖然電影中的許多主要角色在電影結束時都已經死掉，但曾有一個為續集而寫成的劇本。不過因為支出太高，加上馬丁·史柯西斯沒有興趣創作續集，所以最終被擱置了。

## 外部連結
- 開眼電影網上的資料（繁體中文）
- 豆瓣电影上《無間道風雲》的資料 （简体中文）
- 时光网上的資料（简体中文）
- AllMovie上的资料（英文）
- 爛番茄上的資料（英文）
- Box Office Mojo上的資料（英文）
- TCM电影资料库上的资料（英文）
- Metacritic上的資料（英文）
- 互联网电影数据库（IMDb）上的资料（英文）

| 獎項                  | 獎項                    | 獎項                  |
| --------------------- | ----------------------- | --------------------- |
| 上一届： 《衝擊效應》 | 2006年 奧斯卡最佳影片獎 | 下一届： 《險路勿近》 |